# Harald Welzer

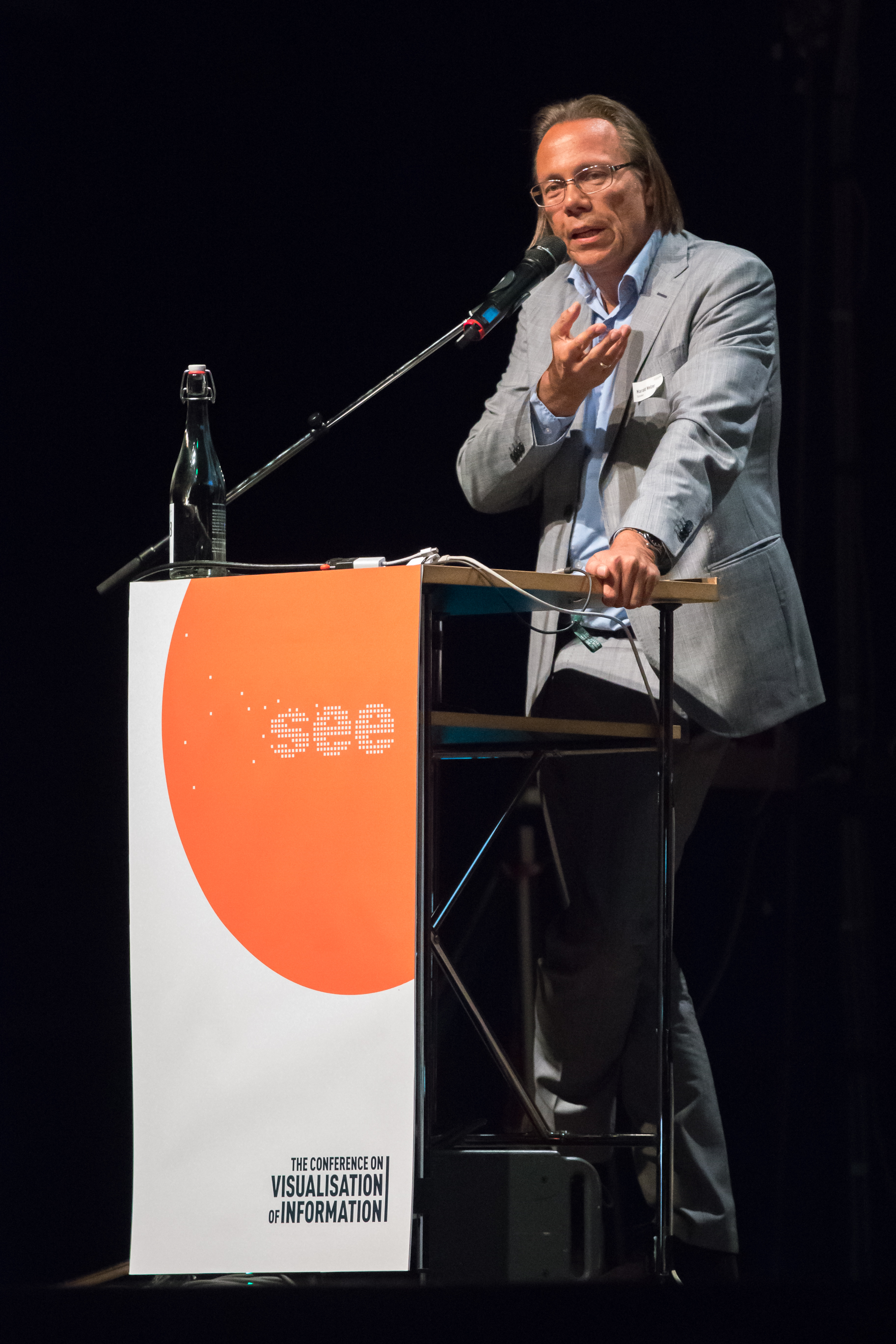
Harald Welzer, 2015

Harald Welzer, född 1958, är en tysk socialpsykolog och författare.
I boken Täter (”Gärningsmän”) analyserar Welzer den socialpsykologiska förändring som ägde rum i Tyskland efter Adolf Hitlers maktövertagande i januari 1933. Welzer söker även beskriva hur, till synes, vanliga män anslöt sig till Einsatzgruppen med uppgift att mörda främst judiska män, kvinnor och barn.
Welzer betonar att Hitler inte ensam var ansvarig för Förintelsen, att fenomenet grupptryck påverkade unga soldater och allvarliga oönskade konsekvenser av människors tydliga benägenhet att lyda auktoriteter.